# Tony Ressler
Antony Peter "Tony" Ressler, född 16 juli 1959 i Washington, D.C., är en amerikansk företagsledare som är medgrundare till riskkapitalbolagen Apollo Global Management, LLC och Ares Management, L.P. Han är också majoritetsägare för basketorganisationen Atlanta Hawks i National Basketball Association (NBA) och minoritetsägare för basebollorganisationen Milwaukee Brewers i Major League Baseball (MLB).
Den amerikanska ekonomitidskriften Forbes rankade Ressler till att vara världens 655:e rikaste med en förmögenhet på 4,3 miljarder amerikanska dollar för den 7 mars 2021.
Han avlade en kandidatexamen i diplomati vid Georgetown University och en master of business administration vid Columbia University.
Ressler är sedan 1989 gift med skådespelerskan Jami Gertz. De har fyra barn och bor i Beverly Hills i Kalifornien. Hans syster är gift med Leon Black som var med och grundade Apollo Global Management tillsammans med Ressler och sju andra inklusive Josh Harris och Marc Rowan.